# 토성초등학교 (강원)
토성초등학교는 대한민국 강원특별자치도 철원군에 있는 공립 초등학교이다.

## 학교 연혁
- 1954.11.17 토성국민학교 인가
- 1981.03.05 토성국민학교 병설유치원 인가
- 1996.03.01 토성초등학교 개칭
- 2003.12.30 급식소 개축
- 2004.10.30 꿈자람관 증축
- 2004.12.30 도서관 개관
- 2012.09.01 제25대 교장 윤병용 부임
- 2014.02.14 제60회 졸업식(졸업생 총수 1,984명)
- 2014.03.01 교보생명 학교 환경교육지원사업 공모 선정(1년차)
- 2014.04.01 강원도교육청 지속가능발전교육(ESD) 연구학교

## 참고 자료
- 토성초등학교 - 한국교육학술정보원 학교알리미